# Zisterzienserinnenabtei Sint Servaas (Utrecht)
Die Zisterzienserinnenabtei Sint Servaas war von 1225 bis 1579 ein Kloster der Zisterzienserinnen  in  Utrecht, Provinz Utrecht in den Niederlanden.

## Geschichte
Das um 1220 von einem Utrechter Kanoniker vor den Toren der Stadt in Abstede (heute östlicher Stadtteil von Utrecht) gegründete Benediktinerinnenkloster Sint Servaas (Sankt Servatius, nach Servatius von Tongern) nahm 1225 die Regel des Zisterzienserordens an und wurde 1227 in die Stadt verlegt. Das Stift unterstand der Aufsicht von Kloster Kamp. Ab 1579 wurde das Kloster progressiv in ein protestantisches Damenstift der Ritterschaft umgewandelt und bestand als solches bis 1795.